# Urszula Gardzielewska
Urszula Gardzielewska z domu Domel, (ur. 21 lipca 1988 w Suwałkach) – polska lekkoatletka, zawodniczka Hańczy Suwałki, AZS AWF Wrocław.

## Życiorys
Największe sukcesy odnosi w skoku wzwyż:
- 4. miejsce podczas Mistrzostw Świata Juniorów Młodszych (Marakesz 2005)
- brązowy medal młodzieżowych mistrzostw Europy (Kowno 2009)
- medalistka mistrzostw Polski

Na mistrzostwach Polski seniorów na otwartym stadionie w skoku wzwyż zdobyła cztery medale w tym; dwa srebrne (2010, 2016) oraz dwa brązowe (2011, 2014).
Wielokrotna medalistka halowych mistrzostw Polski seniorów, gdzie zdobyła dziewięć medali w tym; 
- w skoku wzwyż - cztery srebrne (2008, 2011, 2016, 2017[1]) oraz cztery brązowe (2007, 2012, 2014, 2015)
- w pięcioboju - jeden srebrny (2016)

Rekordy życiowe w skoku wzwyż:
- hala – 193 cm (5 marca 2016, Toruń)
- stadion – 189 cm (28 maja 2012, Rehlingen, 20 lipca 2013, Toruń, 30 lipca 2014, Szczecin i 23 maja 2015, Dakar)

W 2011 wyszła za mąż za długodystansowca Arkadiusza Gardzielewskiego.